# دون ماكدوغال (مخرج)
دون ماكدوغال (بالإنجليزية: Don McDougall)‏ هو مخرج أمريكي، ولد في 28 سبتمبر 1917 في سان فرانسيسكو في الولايات المتحدة، وتوفي في 7 فبراير 1991.

## وصلات خارجية
- دون ماكدوغال على موقع IMDb (الإنجليزية)
- دون ماكدوغال على موقع أول موفي (الإنجليزية)
- دون ماكدوغال على موقع قاعدة بيانات الأفلام السويدية (السويدية)
- دون ماكدوغال على موقع قاعدة بيانات الفيلم (الإنجليزية)
- دون ماكدوغال على موقع كينوبويسك (الروسية)